# Reggae Da Nation
Reggae Da Nation er reggae/hård rock-bandet Blunts debutalbum udgivet i oktober 2003. Albummet var selvfinansieret og blev optaget på Antfarm Studio i Århus med Tue Madsen som producer og mixer.

## Numre
Alle tekster og musik er skrevet af Blunt.
| #  | Titel                 | Længde |
| -- | --------------------- | ------ |
| 1. | "Bombs Away"          | 3:55   |
| 2. | "Sunshine"            | 3:41   |
| 3. | "Reggae Da Nation"    | 3:19   |
| 4. | "Reggae All Day"      | 3:55   |
| 5. | "Sound of the Reggae" | 4:19   |
| 6. | "Sublightspeed"       | 3:14   |
| 7. | "Dread Man Walking"   | 3:17   |
| 8. | "Island"              | 3:52   |
| 9. | "Skull of a Lion"     | 3:18   |

## Musikere
- Jimmie Tagesen – Vokal
- Jakob Barndorff-Nielsen – Bas
- Jesper Friis – Guitar
- Hans Peter Mululu – Guitar
- Günther Bach – Trommer
- Viggo Jørgensen – Bongo og synthesizer
- Jacob Bredahl – Vokal i intro på Reggae da Nation-sangen.